# Ambulance
Ambulance.com (in italiano Ambulanza) è un virus che infetta i file  com  incluso command.com (devono esserci almeno due file .com) e non diventa residente nella memoria del PC.

## Descrizione
Quando si apre un file infetto dal virus, viene visualizzato un disegno ASCII raffigurante un furgone dell'ambulanza che si muove nella parte inferiore dello schermo e un muro. Quando il furgone si schianta compare la scritta "BOOM! No more RedX!!!". Il disegno è accompagnato dal suono della sirena.

## Effetti
Ambulance non è un virus distruttivo, semplicemente si autodiffonde e appare in un file infetto.

## RedX
RedX è una variante di Ambulance.com. Il virus è caricato nella memoria, infetta la fase di esecuzione del computer e corrompe i programmi o sovrapposizioni di file.